# ملكة جمال الدولية 2011
ملكة جمال الدولية 2011، هي نسخة مسابقة ملكة جمال الدولية الواحدة والخمسين في تاريخ مسابقة ملكة جمال الدولية منذ انطلاقتها عام 1960، عقدت المسابقة في 6 نوفمبر 2011 في المركز الدولي للتنس في تشنغدو ، الصين. شهدت المسابقة مشاركة 67 متسابقة من جميع أنحاء العالم، في نهاية الحدث توجت فرناندا كورينغو من الإكوادور من قبل إليزابيث موسكيرا من فنزويلا خليفة لها.

## النتائج

### المراكز النهائية
| النتائج النهائية       | المتنافسة |
| ---------------------- | --- |
| ملكة جمال الدولية 2011 | - الإكوادور - فرناندا كورينغو |
| الوصيفة الأولى         | - فنزويلا - جيسيكا باربوزا |
| الوصيفة الثانية        | - منغوليا - توغسو إيديرسايخان |
| الوصيفة الثالثة        | - بورتوريكو - ديزيريه ديل ريو |
| الوصيفة الرابعة        | - بنما - كيتي درينان |
| أفضل 15                | - البرازيل - غابرييلا مارسيلينو - لاتفيا - ليلدي بولسون - لبنان - ماريا فرح - هولندا - تاليتا هيرتسينبيرغ - الفلبين - ديان نسيو - روسيا - ايلينا تشيبيلتشينكو - السويد - دينيس أندريه - تايلاند - كنتابات بيراتينارين - ترينيداد وتوباغو - رينيه بهاجواندين - فيتنام - ترونغ تري تروك ديم |

## الروابط الخارجية
- موقع ملكة جمال الدولية الرسمي